# Mażejeuka (stacja kolejowa)
Mażejeuka (biał. Мажэеўка, ros. Можеевка) – stacja kolejowa w miejscowości Mażejeuka, w rejonie orszańskim, w obwodzie witebskim, na Białorusi. Leży na linii Witebsk - Orsza.